# Vicia parvula
Vicia parvula là một loài thực vật có hoa trong họ Đậu. Loài này được Ziel. miêu tả khoa học đầu tiên.